# Minthodes setifacies
Minthodes setifacies är en tvåvingeart som beskrevs av Louis-Paul Mesnil 1939. Minthodes setifacies ingår i släktet Minthodes och familjen parasitflugor. Inga underarter finns listade i Catalogue of Life.